# Parotoplana renatae
Parotoplana renatae är en plattmaskart som beskrevs av Ax 1955. Parotoplana renatae ingår i släktet Parotoplana och familjen Otoplanidae. Inga underarter finns listade i Catalogue of Life.